# Paul Bouvart
Paul Joseph Bouvart est un homme politique français né le 3 juillet 1864 à Champhol (Eure-et-Loir) et mort le 16 mars 1933 à Chartres (Eure-et-Loir).

## Biographie
Agriculteur, il est conseiller municipal de Champhol en 1889, puis conseiller municipal et maire d'Épeautrolles et enfin conseiller municipal de Chartres et administrateur des hospices. Il est également conseiller d'arrondissement puis conseiller général du canton d'Illiers.
Sénateur d'Eure-et-Loir de 1922 à 1933, il siège au groupe de la Gauche démocratique et s'occupe essentiellement des questions agricoles.

## Sources
- « Paul Bouvart », dans le Dictionnaire des parlementaires français (1889-1940), sous la direction de Jean Jolly, PUF, 1960 [détail de l’édition]